# Bastian Reinhardt
Bastian Reinhardt (ur. 19 listopada 1975 w Ludwigslust) – niemiecki piłkarz grający na pozycji środkowego obrońcy.

## Życiorys
Reinhardt jest wychowankiem klubu Grabower FC. Następnie trafił do młodzieżowej drużyny 1. FC Magdeburg, a potem do VfL Wolfsburg, gdzie nie poznano się na jego talencie i odesłano do amatorskiego VfL 93 Hamburg. W 1997 roku Reinhardt zasilił szeregi Hannover 96 i rok później zadebiutował w rozgrywkach 2. Bundesligi w spotkaniu z Karlsruher SC (1:0). W Hannoverze występował przez dwa lata, ale nie zdołał awansować do pierwszej ligi i w 2000 roku Bastian odszedł do Arminii Bielefeld. Przez pierwsze dwa sezony z Arminią występował w drugiej lidze, ale w 2002 roku świętował awans do ekstraklasy. Swój pierwszy mecz w pierwszej lidze Niemiec Reinhardt rozegrał 1 sierpnia 2002, zdobył w nim gola głową, a Arminia pokonała 3:0 Werder Brema. Z Arminią zajął jednak 16. miejsce w lidze, które było równoznaczne z degradacją do 2. Bundesligi.
W lipcu 2003 za 250 tysięcy euro Reinhardt przeszedł do Hamburger SV. Jeszcze przed rozpoczęciem sezonu ligowego zdobył z klubem z Hamburga Puchar Ligi Niemieckiej. W ligowym meczu w HSV zadebiutował 2 sierpnia w przegranym 0:3 spotkaniu z Hannoverem. Przez kolejne sezony był głównie rezerwowym obrońcą zespołu i na ogół przegrywał rywalizację z bardziej znanymi zawodnikami, jak choćby Khalid Boulahrouz, Tomáš Ujfaluši czy Daniel Van Buyten. W 2006 roku zajął z HSV 3. miejsce w lidze, a w sezonie 2006/2007 wystąpił w czterech grupowych spotkaniach Ligi Mistrzów.
| Sezon   | Klub              | Kraj   | Rozgrywki             | Mecze | Bramki |
| ------- | ----------------- | ------ | --------------------- | ----- | ------ |
| 1998/99 | Hannover 96       | Niemcy | 2. Fußball-Bundesliga | 25    | 2      |
| 1999/00 | Hannover 96       | Niemcy | 2. Fußball-Bundesliga | 33    | 2      |
| 2000/01 | Arminia Bielefeld | Niemcy | 2. Fußball-Bundesliga | 32    | 2      |
| 2001/02 | Arminia Bielefeld | Niemcy | 2. Fußball-Bundesliga | 33    | 3      |
| 2002/03 | Arminia Bielefeld | Niemcy | Bundesliga            | 34    | 3      |
| 2003/04 | Hamburger SV      | Niemcy | Bundesliga            | 26    | 3      |
| 2004/05 | Hamburger SV      | Niemcy | Bundesliga            | 19    | 0      |
| 2005/06 | Hamburger SV      | Niemcy | Bundesliga            | 14    | 0      |
| 2006/07 | Hamburger SV      | Niemcy | Bundesliga            | 25    | 1      |
| 2007/08 | Hamburger SV      | Niemcy | Bundesliga            | 32    | 3      |
| 2008/09 | Hamburger SV      | Niemcy | Bundesliga            |       |        |